# Renfe Proximidad
Renfe Proximidad es una división comercial de la compañía ferroviaria española Renfe Viajeros creada en febrero de 2023, que se encarga de recoger y crear rutas ferroviarias con frecuencias intermedias entre los servicios de Cercanías y los servicios de Media Distancia.
Los servicios se encargan de unir poblaciones de la Red ferroviaria de Interés General que no poseen un servicio de Cercanías cumpliendo la función de estos mediante servicios de Media Distancia ya existentes y con la creación de nuevos servicios lanzadera que circulen exclusivamente por el recorrido definido, con el fin de aumentar la frecuencia de paso y abaratar los costes de viaje.

## Líneas
| Línea                                          | Recorrido | Frecuencias | Material           | Núcleo más próximo de Cercanías |
| ---------------------------------------------- | --- | --- | ------------------ | ------------------------------- |
| Murcia - Cartagena                             | Murcia - Balsicas-Mar Menor - Torre-Pacheco -Cartagena | 10 servicios por sentido; 7 lanzaderas, 2 servicios de MD y 1 servicio Intercity                                     | S592/599/334+Talgo | Cercanías Murcia/Alicante       |
| Tren del Valle del Guadalquivir                | Palma del Río - Posadas - Villarrubia - El Higuerón - Córdoba - Campus Uv. Rabanales - Alcolea - Villa del Río | 33 servicios por sentido; 25 lanzaderas, 8 servicios de MD                                                           | S446/449           | No existe                       |
| Málaga - Álora - El Chorro-El Caminito del Rey | Málaga-Centro Alameda - Málaga-María Zambrano - Victoria Kent - Los Prados - Campanillas - Cártama - Aljaima - Pizarra - Álora - Las Mellizas - El Chorro-Caminito del Rey                                                   | 11 servicios por sentido; 7 lanzaderas, 4 servicios de MD                                                            | S464/598/599       | Cercanías Málaga                |
| Palencia-Valladolid-Medina del Campo           | Palencia · Venta de Baños · Dueñas · Cubillas de Santa Marta · Corcos-Aguilarejo · Cabezón de Pisuerga · Valladolid-Universidad ·Valladolid-Campo Grande · Viana · Valdestillas · Matapozuelos · Pozaldez · Medina del Campo | 18 servicios por sentido entre Valladolid y Medina del Campo y 15 servicios por sentido entre Valladolid y Palencia. | S449/599/594/470   | No existe                       |
| Illescas-Fuenlabrada-Madrid                    | Illescas - Humanes - Fuenlabrada Central - Leganés - Atocha-Cercanías | 7 servicios desde Illescas y 6 servicios desde Madrid.                                                               | S599               | Cercanías Madrid                |